# Bosilovo
Bosilovo (makedonsky: Босилово) je vesnice v Severní Makedonii. Je i centrem stejnojmenné opštiny v Jihovýchodním regionu.
Podle sčítání lidu z roku 2002 žije ve vesnici 1 698 obyvatel. Všichni až na jednoho jsou Makedonci.